# Steinhaus (Bergisch Gladbach)

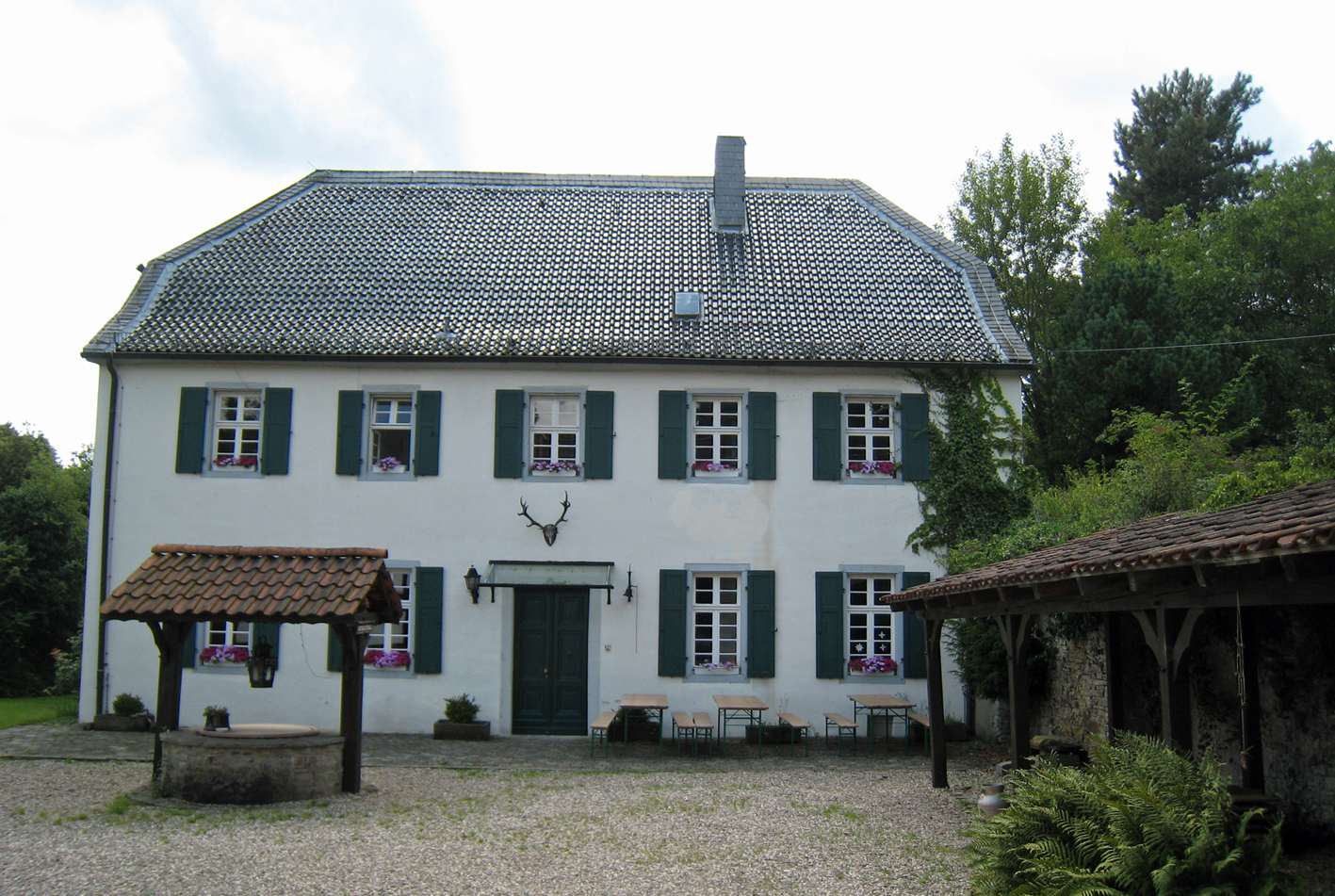
Forsthaus Steinhaus

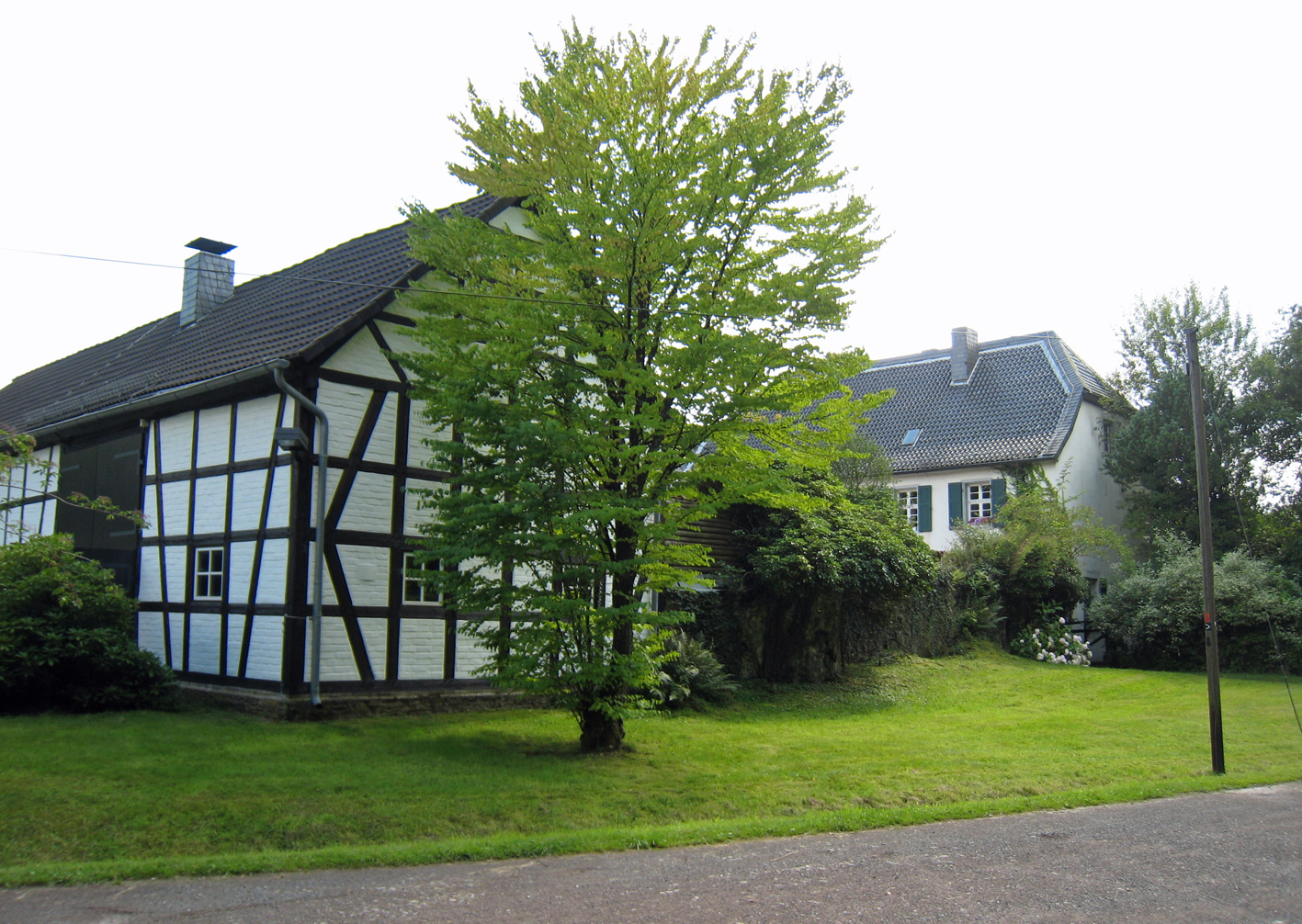
Hofanlage Forsthaus Steinhaus

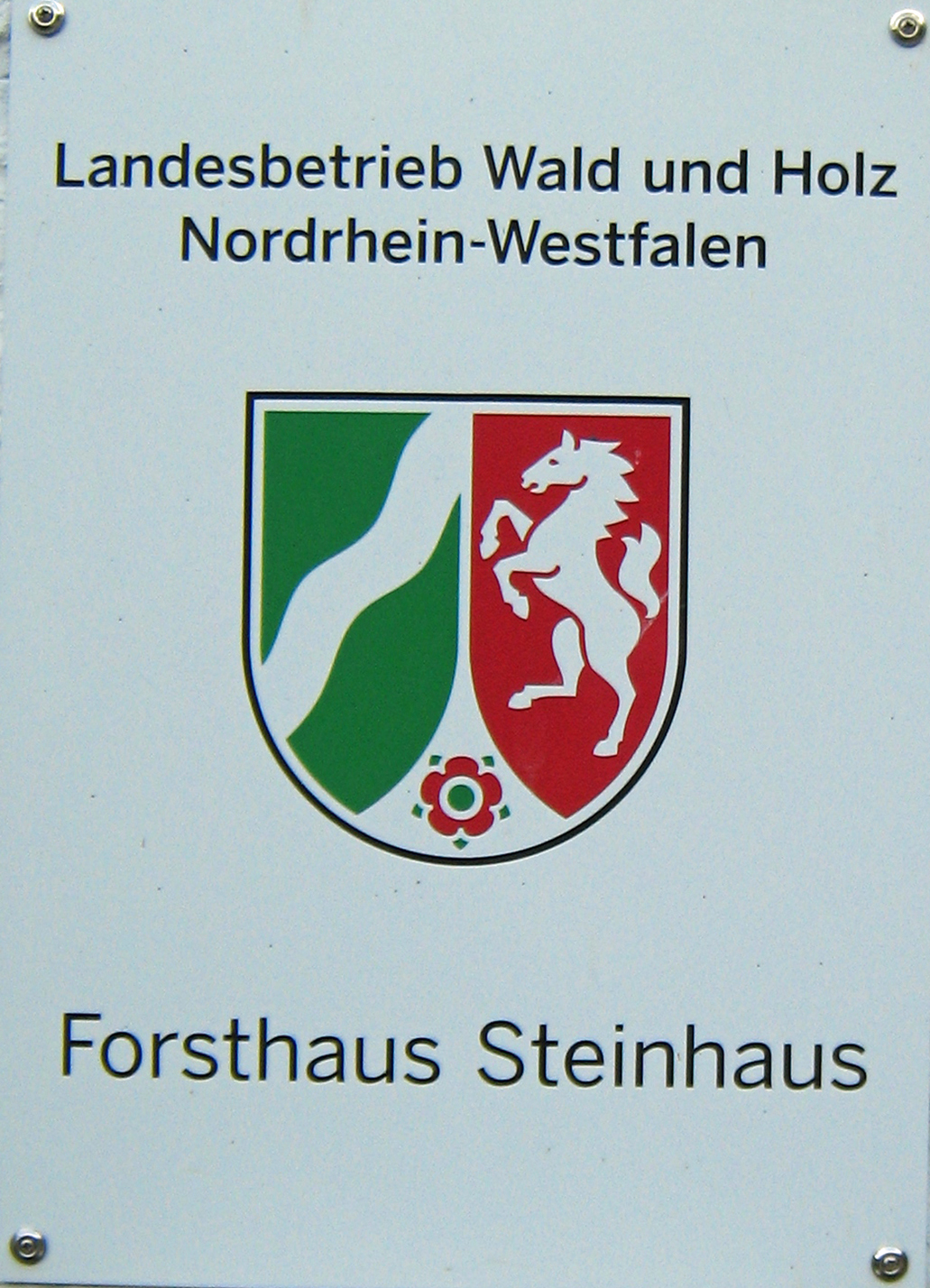
Hausschild

Steinhaus ist ein Ortsteil im Stadtteil Bockenberg von Bergisch Gladbach im Königsforst. Das Forsthaus Steinhaus ist Bestandteil der Hofanlage. Hin und wieder hört man auch die veraltete Bezeichnung Groß Steinhaus.

## Geschichte
Ursprünglich war die mittelalterliche Siedlungsgründung ein ritterliches Lehngut. Zu Beginn des 15. Jahrhunderts fiel es an das Kölner Stift St. Severin. Dabei wurde es aber nicht ganz aus dem alten Lehnverhältnis herausgelöst, obwohl das Gut in den Hofverband des Stiftes übergegangen war. Aufgrund seines bedeutenden Grundbesitzes nahm das Gut Steinhaus eine vorrangige Stellung innerhalb des Höfe-Verbands St. Severin ein. Im 18. Jahrhundert ging das Anwesen an die Kölner Augustinerinnen über, die hier ein Kloster gründeten und eine Klosterkapelle errichteten, die dem hl. Johannes Nepomuk geweiht war. Mit dem Reichsdeputationshauptschluss von 1803 wurde das Kloster in Gut Steinhaus aufgelöst und anschließend verstaatlicht. 1824 wurde die Kapelle niedergerissen. Seit dieser Zeit wurden die früheren Hofgebäude als Forsthaus genutzt. Seit 1827 verzeichnet das Urkataster den Hof unter der Bezeichnung Groß Steinhaus südlich der Landstraße von Bensberg nach Altenbrück/Aggerstraße. Das Gutshaus war aus Stein gebaut. Das deutet darauf hin, dass es im Gegensatz zu einem Fachwerkhaus eine besondere Bedeutung hatte und diese Wohnstätte im Mittelalter im Besitz eines adeligen Grundherrn war.
Die Topographia Ducatus Montani des Erich Philipp Ploennies, Blatt Amt Porz, belegt, dass der Wohnplatz 1715 als Hof kategorisiert wurde und mit Steinhus bezeichnet wurde, gelegen an der Brüderstraße. Carl Friedrich von Wiebeking benennt die Hofschaft auf seiner Charte des Herzogthums Berg 1789 als Steinhaus. Aus ihr geht hervor, dass Steinhaus zu dieser Zeit Teil der Honschaft Bensberg im gleichnamigen Kirchspiel war.
Unter der französischen Verwaltung zwischen 1806 und 1813 wurde das Amt Porz aufgelöst und Steinhaus wurde politisch der Mairie Bensberg im Kanton Bensberg zugeordnet. 1816 wandelten die Preußen die Mairie zur Bürgermeisterei Bensberg im Kreis Mülheim am Rhein.
Der Ort ist auf der Topographischen Aufnahme der Rheinlande von 1824 und auf der Preußischen Uraufnahme von 1840 als Groß Steinhaus verzeichnet. Ab der Preußischen Neuaufnahme von 1892 ist er auf Messtischblättern regelmäßig als Forsthaus Steinhaus verzeichnet.
Aufgrund des Köln-Gesetzes wurde die Stadt Bensberg mit Wirkung zum 1. Januar 1975 mit Bergisch Gladbach zur Stadt Bergisch Gladbach zusammengeschlossen. Dabei wurde auch Steinhaus Teil von Bergisch Gladbach.
| Jahr | Einwohner | Wohn- gebäude | Kategorie      | Bemerkung                 |
| ---- | --------- | ------------- | -------------- | ------------------------- |
| 1822 | 9         |               | Bauergut       | Groß-Steinhaus            |
| 1822 | 8         |               | Bauergut       | Klein-Steinhaus           |
| 1830 | 22        |               | Bauerngut      | Groß- und Klein-Steinhaus |
| 1845 | 13        | 1             | Försterwohnung | Groß-Steinhaus            |
| 1871 | 8         | 1             | Einzelhaus     | Forsthaus Steinhaus       |
| 1885 | 3         | 1             | Wohnplatz      | Forsthaus Steinhaus       |
| 1895 | 4         | 1             | Wohnplatz      | Forsthaus Steinhaus       |
| 1905 | 6         | 1             | Wohnplatz      | Forsthaus Steinhaus       |

### Klein-Steinhaus
Das heutige Steinhaus wurde bis Mitte des 19. Jahrhunderts Groß-Steinhaus genannt. In unmittelbarer Umgebung war bis dahin eine Ortslage Klein-Steinhaus gelegen. Ab der Preußischen Neuaufnahme von 1892 ist diese Ortschaft nicht mehr verzeichnet.

## Heutige Nutzung
Bis zum Jahr 2003 wurde der Hof als Forsthaus genutzt. Es war der Dienstsitz des zuständigen Revierförsters. Im Rahmen der Regionale 2010 wurde Steinhaus zu einem Infoportal des Landesbetriebs Wald und Holz NRW ausgebaut und im Juni 2011 eröffnet. Hier wird erklärt, wie der Königsforst den Menschen als Lieferant für viele Naturgüter, wie Sauerstoff, Wasser, Holz usw. dient.

## Denkmal
Die Hofanlage von Forsthaus Steinhaus ist unter Nr. 84 in die Liste der Baudenkmäler in Bergisch Gladbach eingetragen worden.

## Weitere Bilder

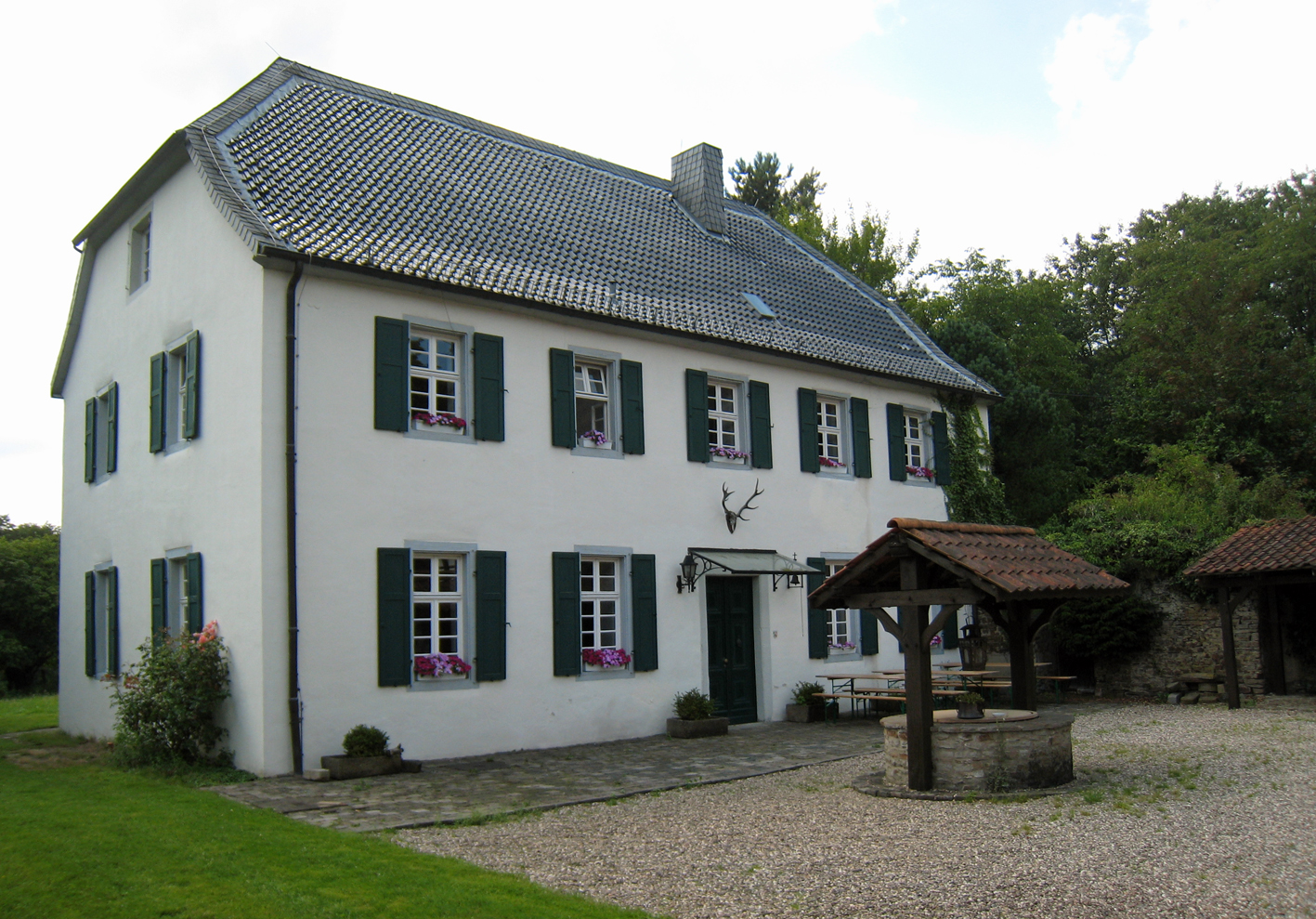
Hauptgebäude
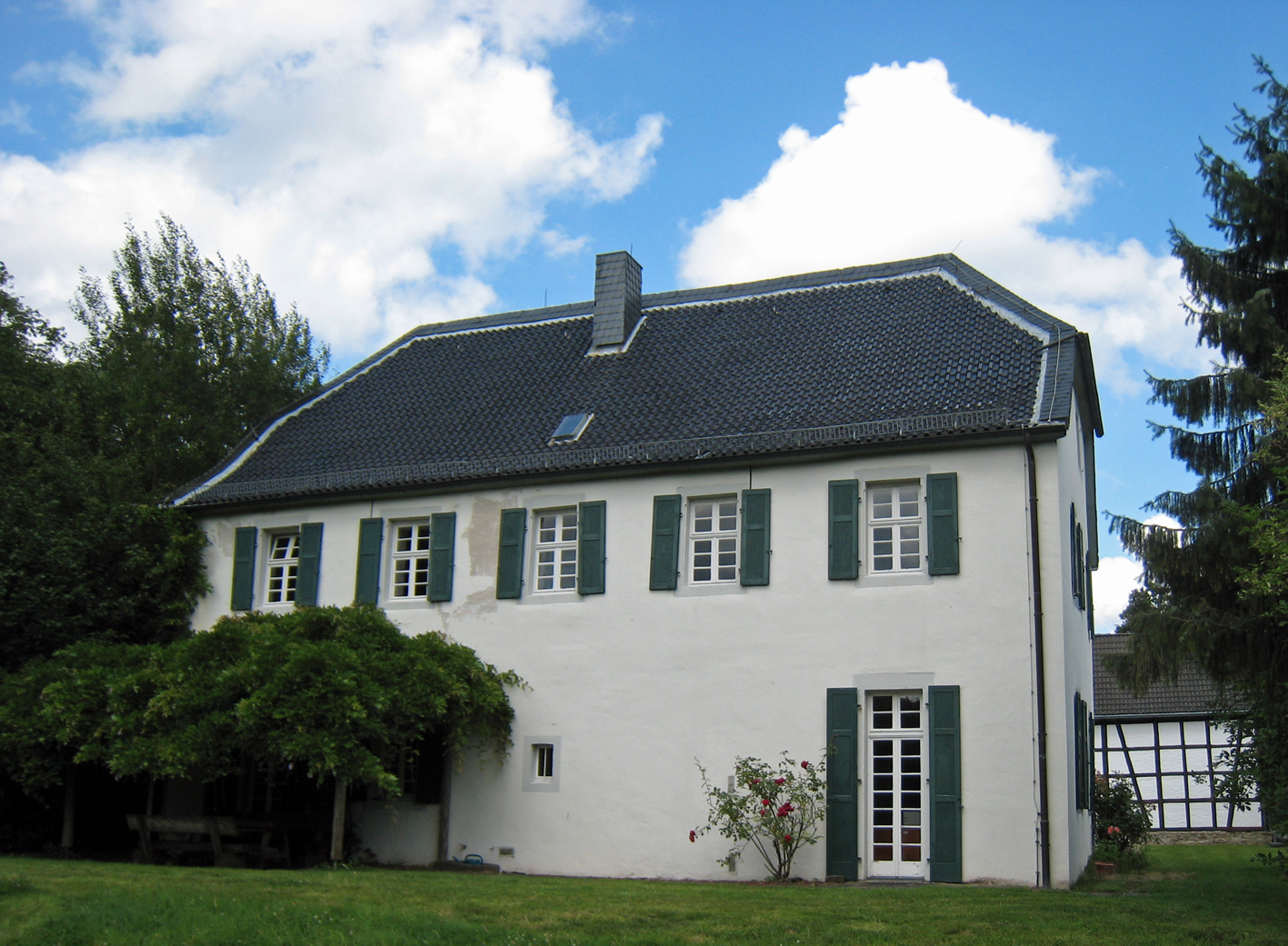
Rückseite des Hauptgebäudes
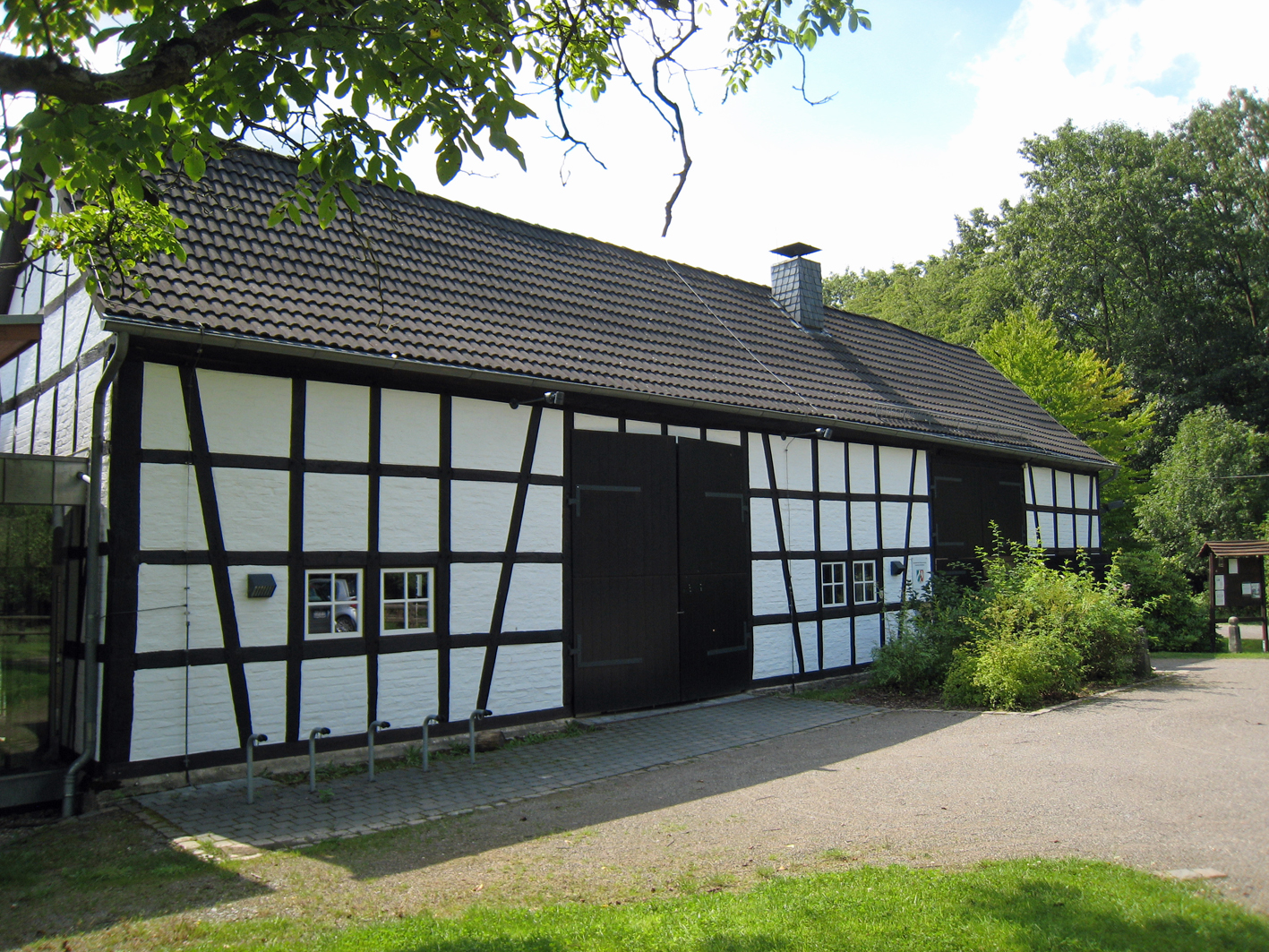
Scheune
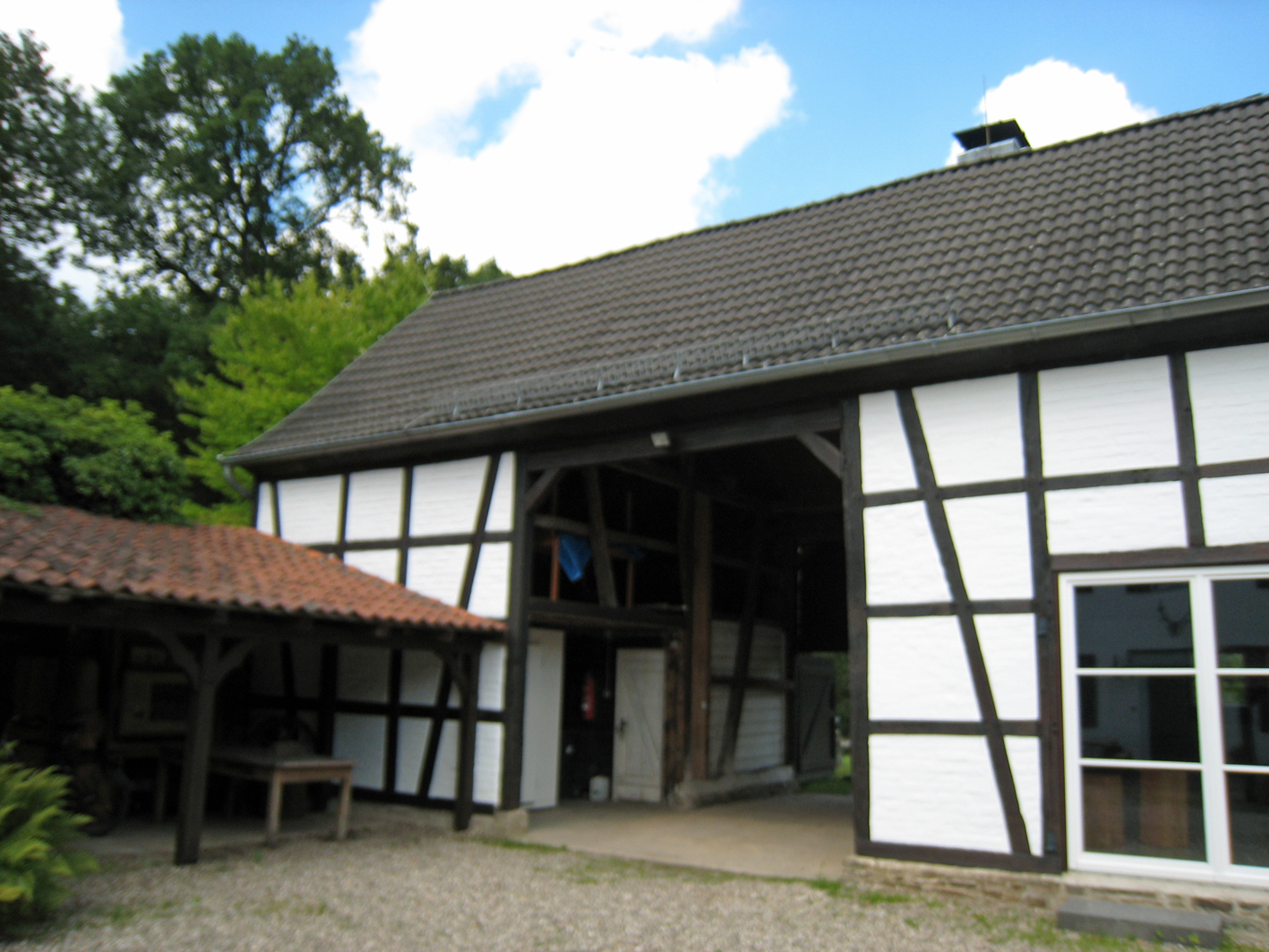
Innenhof
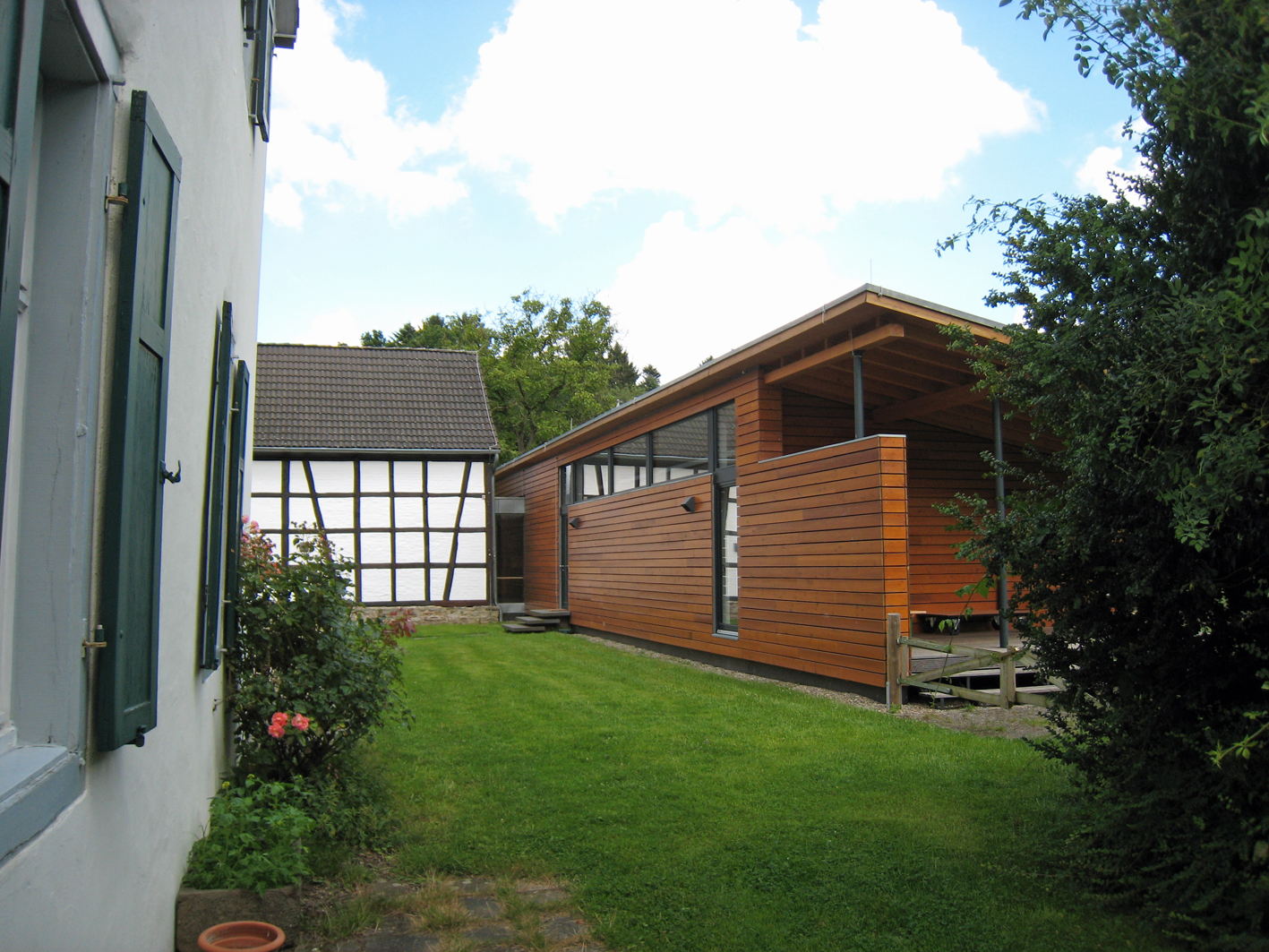
Blick zum Besucherzentrum
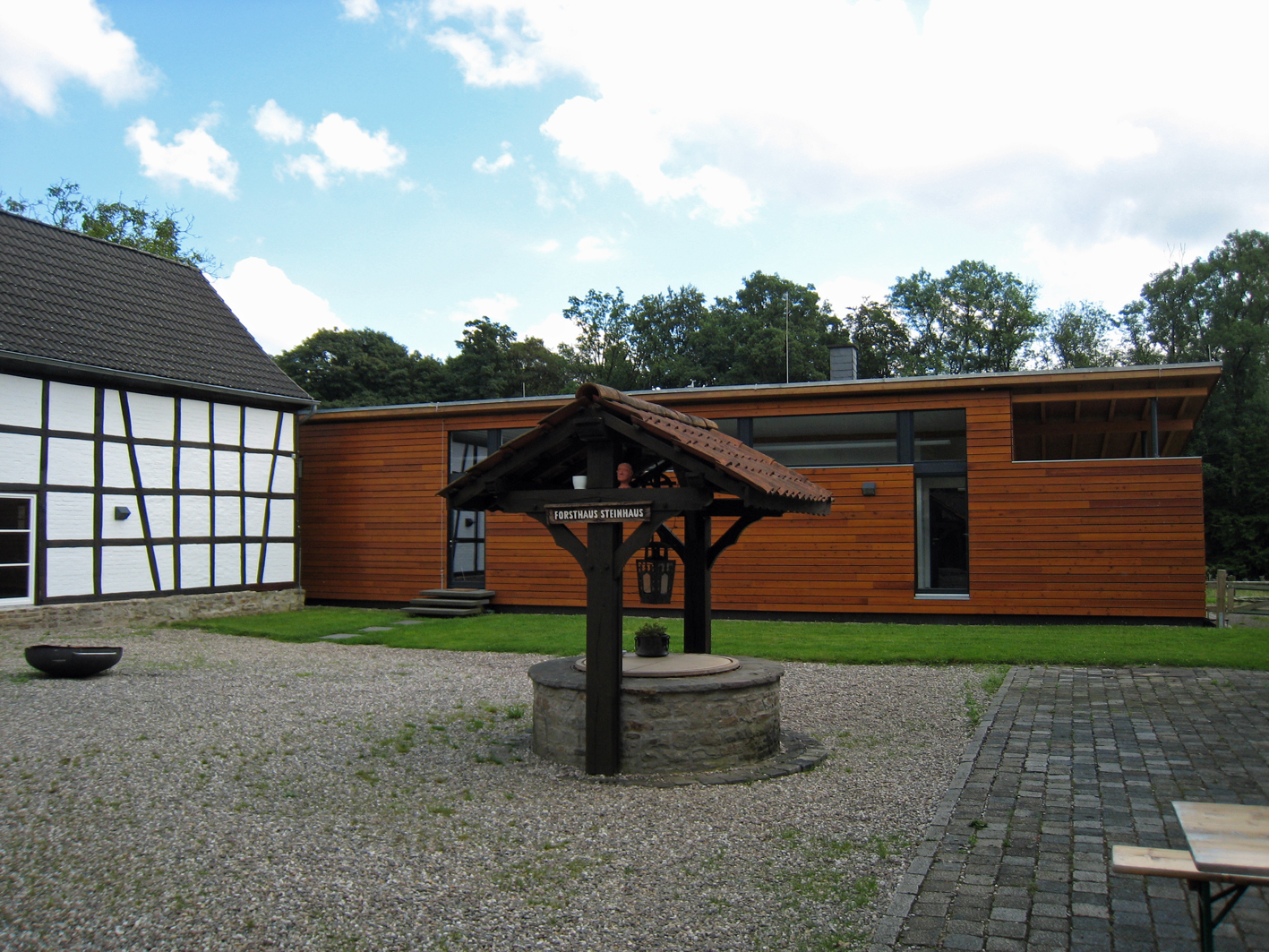
Innenhof mit Besucherzentrum